# Termalni izvor Slavinovići
Termalni izvor Slavinovići je izvorište termalne mineralne vode na području Grada Tuzle, u Slavinovićima. Spada u prirodnu baštinu ruralnog dijela općine Tuzle. Pod zaštitom je države. Zaštićen je kao zaštićeni krajobraz.

## Vanjske poveznice
- YouTube Amir H: Prirodni izvor, sumporna mineralna voda, Slavinovići Tuzla